# Palpares hispanus
Palpares hispanus is een insect uit de familie van de mierenleeuwen (Myrmeleontidae), die tot de orde netvleugeligen (Neuroptera) behoort. 
Palpares hispanus is voor het eerst wetenschappelijk beschreven door Hagen in 1860.